# الكأس الممتاز الليبي 2008
بطولة الكأس الممتاز الليبي 2008 هي النسخة الثانية عشرة من بطولة الكأس الممتاز الليبي، والنسخة الحادية عشرة من البطولة التي تقام بنظام المباراة الواحدة، وقد فاز فيها نادي الاتحاد بثامن كأسٍ له وهو سابع فوز له على التوالي. أقيمت هذه البطولة بين نادي الاتحاد بطل الدوري الليبي الممتاز ونادي خليج سرت بطل كأس الفاتح، وقد لُعبت المباراة على ملعب 11 يونيو في يوم 15 أكتوبر 2008 وانتهت بفوز الاتحاد على خليج سرت بنتيجة 4–0.

## المباراة
| الاتحاد                                           | 4–0   | خليج سرت |
| ------------------------------------------------- | ----- | -------- |
| محمد زعبية 23'، 48' · وليد مهذب الختروشي 60'، 72' | تقرير |          |